# Anthony Volpe
Pour les articles homonymes, voir Volpe.
Anthony Michael Volpe (né le 28 avril 2001 à Watchung, New Jersey) est un joueur américain de baseball. Il joue au poste d'arrêt-court pour les Yankees de New York.

## Carrière

### Ligues Mineures
Anthony Volpe est séléctionné au premier tour (30e position) par les Yankees de New York lors du repechage de la ligue majeure de 2019. 
Il démarre la saison 2021 au niveau A des ligues mineures avec les Tarpons de Tampa avec lesquels il frappe ,302 de moyenne au bâton avec 12 circuits et 49 points produits. Le 13 juin 2021, Anthony Volpe est promu aux Renegades d'Hudson Valley (niveau A+) et frappe ,286 avec 15 circuits et 37 points produits.
Il commence la saison suivante aux Patriots de Somerset (niveau AA) où il frappe ,251 avec 18 circuits et 60 points produits. Le 2 septembre 2022, il est promu aux RailRiders de Scranton/Wilkes-Barre (niveau AAA) avec lesquels il joue 22 matchs pour une moyenne au bâton de ,236 et obtient 3 circuits et 5 points produits.

### Ligues Majeures

#### Saison 2023
Anthony Volpe fait ses débuts en ligues majeures le 30 mars 2023 contre les Giants de San Francisco. Il obtient son premier coup sûr le 1er avril contre les Giants et son premier circuit le 14 avril face aux Twins du Minnesota. Il termine la saison avec une moyenne de ,209, 21 circuits et 60 points produits.  Il remporte un gant doré pour ses performences defensives et devient le premier joueur des Yankees à remporter un gant doré lors de sa première année dans les ligues majeures. Il est aussi le plus jeune joueur à gagner un gant doré au poste d'arrêt-court, devançant Alan Trammell et le deuxième joueur des Yankees à gagner ce trophée au poste d'arrêt-court après Derek Jeter.